# Зуле, Артур
Артур Зуле (нем. Arthur Suhle, 21 мая 1898, Берлин — 14 февраля 1974, Берлин) — немецкий нумизмат.

## Биография
С 1921 года работал в Монетном кабинете Берлина, первоначально — как внештатный работник, а с 1922 года — хранителем. С 1935 по 1973 года — директор Монетного кабинета.
С 1946 года читал лекции в Берлинском университете имени Гумбольдта, с 1948 года — профессор этого университета.
Автор многих работ по нумизматике, а также соиздатель журнала «Berliner numismatische Zeitschrift». Внёс значительный вклад в изучение средневековых монет, главным образом эпохи Гогенштауфенов. Состоял членом-корреспондентом или почетным членом ряда нумизматических обществ.

## Избранная библиография
- Die deutschen Münzen des Mittelalters. — Berlin, 1936;
- Münzbilder der Hohenstaufenzeit. Meisterwerke romanischer Kleinkunst. — Leipzig, 1938;
- Die deutsche Renaissance — Medaille. Ein Kulturbild aus der ersten Hälfte des 16. Jahrhunderts. — Leipzig, 1950;
- Das Münzwesen Magdeburgs unter Erzbischof Wichmann. 1152—1192. — Magdeburg, 1950;
- Deutsche Münz- und Geldgeschichte von den Anfängen bis zum 15. Jahrhundert. — Berlin, 1955, 7. Aufl., 1974;
- Die mittelalterlichen Münzfunde in Thüringen / Mitautoren W.Hävernick u. E.Mertens, 2 Bde. — Jena, 1955;
- Geld, Münze und Medaille. Führer durch dei Schacsammlung des Münzkabinetts. — Berlin, 1957;
- Hohenstaufenzeit im Münzbild. — München, 1963;
- Die Münze. Von den Anfängen bis zur europäischen Neuzeit. — Leipzig, 1970.